# Ballad Selection (KinKi Kidsのアルバム)
『Ballad Selection』（バラード・セレクション）は、KinKi Kidsの4枚目のベスト・アルバム。2017年1月6日発売。発売元はジャニーズ・エンタテイメント。

## 解説
2017年の最初となる作品で、初となるバラードアルバム。本作には初回盤と通常盤の2種類あり、初回盤にはラグジュアリーなデザインのジュエリーBOX仕様であり、BOX内には堂本光一と堂本剛本人の直筆メッセージが入っている。通常盤には初回盤収録の13曲に加え、「White Avenue」「道は手ずから夢の花（20th Anniversary Ver.）」の2曲をボーナストラックとして追加収録されている。
なお、アルバム購入者には先着でポストカードA（初回盤に付属）、ポストカードB（通常盤に付属）の特典をプレゼントがあり、初回・通常盤共通で現在実施中の「KinKi Kids 20th Anniversaryキャンペーン」のIDも封入される。

## チャート成績
2017年1月16日付のオリコンチャートで初週12.3万枚を売り上げて、初登場1位を獲得した。2003年発売の『G album -24/7-』から12作連続・通算18作目の首位獲得となり、B'z、松任谷由実、浜崎あゆみに次ぎ、松田聖子と並んで歴代4位タイとなった。

## 収録曲
1. 愛のかたまり (M album Ver.)
（作詞：堂本剛 / 作曲：堂本光一 / 編曲：武部聡志）
13thシングル「Hey! みんな元気かい?」カップリング
14thアルバム『M album』収録バージョン
2. むくのはね
（作詞・作曲：玉置浩二 / 編曲：吉田建 / コーラスアレンジ：Ko-saku）
13thアルバム『L album』収録曲
3. 雪白の月
（作詞：Satomi / 作曲：松本良喜 / 編曲：十川知司）
22ndシングル「SNOW! SNOW! SNOW!」通常盤カップリング
4. 青の時代
（作詞・作曲：canna / 編曲：新川博）
4thシングル
5. 薄荷キャンディー
（作詞：松本隆 / 作曲・編曲：Fredrik Hult, Ola Larsson, Öystein Grindheim, Henning Harturng / コーラスアレンジ：三谷泰弘）
18thシングル
6. Anniversary
（作詞：Satomi / 作曲：織田哲郎 / 編曲：家原正樹）
20枚目シングル曲。
7. Family 〜ひとつになること
（作詞：堂本剛 / 作曲：堂本光一 / 編曲：吉田建 / ストリングスアレンジ：旭純）
30thシングル
8. いのちの最後のひとしずく
（作詞・作曲：山下達郎 / 編曲：船山基紀 / コーラスアレンジ：高尾直樹）
12thアルバム『K album』収録曲
9. Love is…〜いつもそこに君がいたから〜
（作詞・作曲：成海カズト / 編曲：garamonn）
9thアルバム『I album -iD-』通常盤収録曲
10. もう君以外愛せない
（作詞・作曲：周水 (canna) / 編曲：重実徹）
10thシングル
11. to Heart
（作詞：久保田洋司・E.komatsu / 作曲：宮﨑歩 / 編曲：CHOKKAKU）
8thシングル
12. 停電の夜には-On the night of a blackout-
（作詞：秋元康 / 作曲：Mats MP Persson・Christer schill）
7thアルバム『G album -24/7-』収録曲
13. 銀色 暗号
（作詞：堂本剛 / 作曲：堂本光一 / 編曲：吉田建）
10thアルバム『φ』収録曲

### 通常盤のみ収録
1〜13曲目は初回盤と同一。
1. White Avenue
（作詞・作曲：伊沢麻未 / 編曲：sugarbeans / コーラスアレンジ：伊沢麻未）
新曲
出版社：ブライト・ノート・ミュージック
2. 道は手ずから夢の花 (20th Anniversary Ver.)
（作詞・作曲：安藤裕子 / 編曲：松本良喜）
37thシングルのリアレンジバージョン